# EasyJet Switzerland
easyJet Switzerland SA, es una aerolínea de bajo coste con sede en Ginebra (Suiza) que opera bajo franquicia desde 1999 la marca easyJet desde los aeropuertos de Ginebra y Basilea-Mulhouse.

## Historia

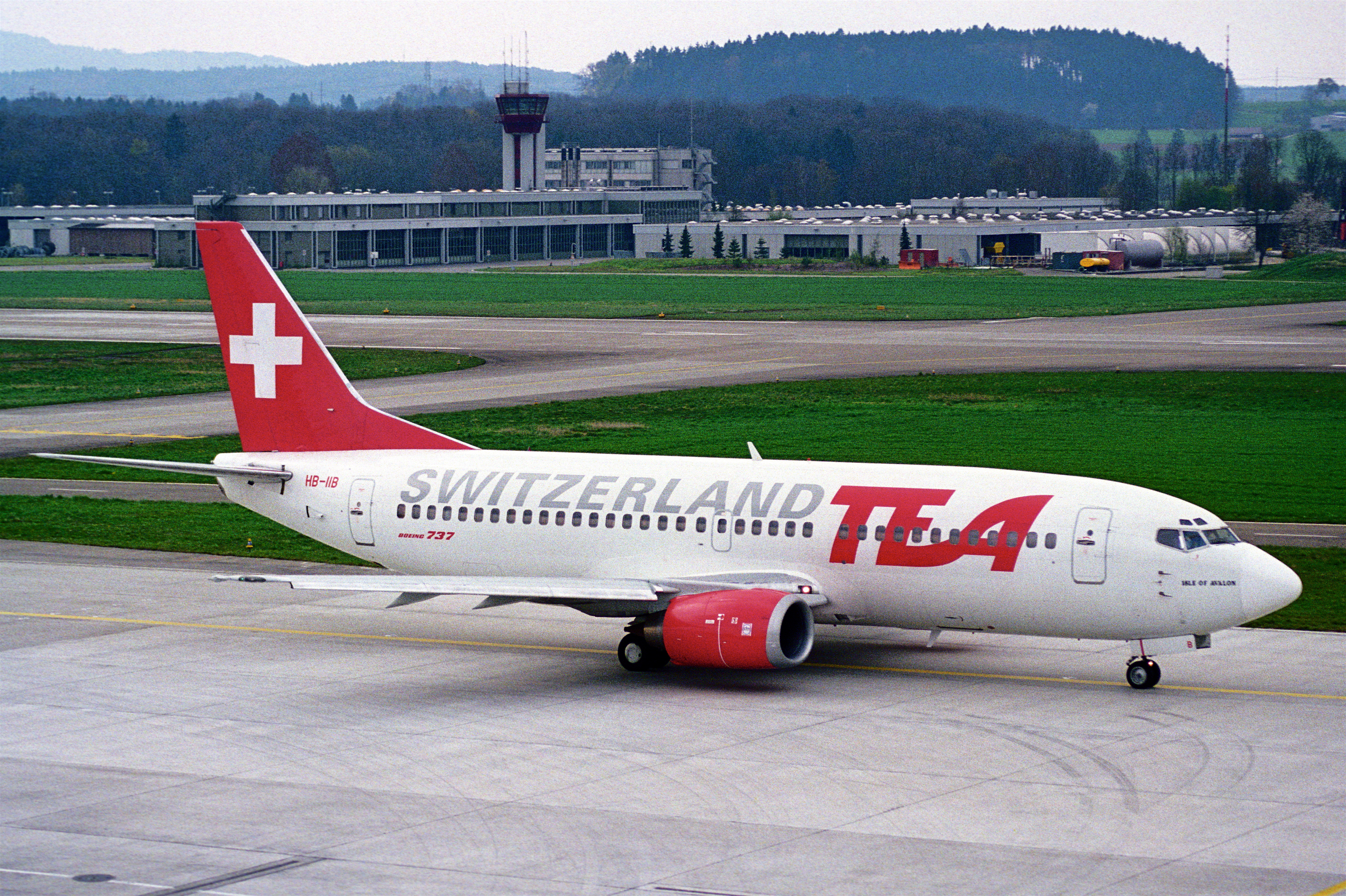
Boeing 737-300 de TEA Switzerland en el aeropuerto internacional de Zúrich (1995)

La aerolínea fue creada el 18 de mayo de 1988 y comenzó sus operaciones el 23 de marzo del año siguiente como TEA Basle, y originalmente era parte del grupo de aerolíneas chárter TEA. En marzo de 1998, easyJet compró el 40% de la aerolínea y firmó un acuerdo de franquicia con ella, efectivo desde el 1 de abril de 1999. 
Actualmente easyJet posee el 49% de la aerolínea, que tiene 850 empleados (en 2016).

## Flota

### Flota actual
La flota de easyJet Switzerland consiste en las siguientes aeronaves:
| Aeronaves       | En servicio | Pedidos | Pasajeros (clase única)                            | Matrículas                                         | Antigüedad                                         |
| --------------- | ----------- | ------- | -------------------------------------------------- | -------------------------------------------------- | -------------------------------------------------- |
| Airbus A320-214 | 24          | —       | 186                                                | HB-JZR                                             | 15,5 años                                          |
| Airbus A320-214 | 24          | —       | 186                                                | HB-JZX                                             | 15,2 años                                          |
| Airbus A320-214 | 24          | —       | 186                                                | HB-JZY                                             | 15 años                                            |
| Airbus A320-214 | 24          | —       | 186                                                | HB-JZZ                                             | 15 años                                            |
| Airbus A320-214 | 24          | —       | 186                                                | HB-JYA                                             | 14,9 años                                          |
| Airbus A320-214 | 24          | —       | 186                                                | HB-JYD                                             | 14 años                                            |
| Airbus A320-214 | 24          | —       | 186                                                | HB-JXB                                             | 12,9 años                                          |
| Airbus A320-214 | 24          | —       | 186                                                | HB-JXD                                             | 12,8 años                                          |
| Airbus A320-214 | 24          | —       | 186                                                | HB-JXA                                             | 12,8 años                                          |
| Airbus A320-214 | 24          | —       | 186                                                | HB-JXE                                             | 11,4 años                                          |
| Airbus A320-214 | 24          | —       | 186                                                | HB-JXR                                             | 10,6 años                                          |
| Airbus A320-214 | 24          | —       | 186                                                | HB-JXS                                             | 9,6 años                                           |
| Airbus A320-214 | 24          | —       | 186                                                | HB-JXT                                             | 9,4 años                                           |
| Airbus A320-214 | 24          | —       | 186                                                | HB-JXU                                             | 9,3 años                                           |
| Airbus A320-214 | 24          | —       | 186                                                | HB-JXF                                             | 8,4 años                                           |
| Airbus A320-214 | 24          | —       | 186                                                | HB-JXV                                             | 8,3 años                                           |
| Airbus A320-214 | 24          | —       | 186                                                | HB-JXJ                                             | 7,6 años                                           |
| Airbus A320-214 | 24          | —       | 186                                                | HB-JXK                                             | 7,6 años                                           |
| Airbus A320-214 | 24          | —       | 186                                                | HB-JXL                                             | 7,1 años                                           |
| Airbus A320-214 | 24          | —       | 186                                                | HB-JXN                                             | 7 años                                             |
| Airbus A320-214 | 24          | —       | 186                                                | HB-JXP                                             | 7 años                                             |
| Airbus A320-214 | 24          | —       | 186                                                | HB-JXQ                                             | 6,8 años                                           |
| Airbus A320-214 | 24          | —       | 186                                                | HB-JXM                                             | 6,6 años                                           |
| Airbus A320-214 | 24          | —       | 186                                                | HB-JXO                                             | 6,6 años                                           |
| Airbus A320neo  | 7           | —       | 186                                                | HB-AYM                                             | 5,2 años                                           |
| Airbus A320neo  | 7           | —       | 186                                                | HB-AYE                                             | 3,3 años                                           |
| Airbus A320neo  | 7           | —       | 186                                                | HB-AYN                                             | 3,3 años                                           |
| Airbus A320neo  | 7           | —       | 186                                                | HB-AYO                                             | 3,3 años                                           |
| Airbus A320neo  | 7           | —       | 186                                                | HB-AYQ                                             | 3,2 años                                           |
| Airbus A320neo  | 7           | —       | 186                                                | HB-AYR                                             | 2,8 años                                           |
| Airbus A320neo  | 7           | —       | 186                                                | HB-AYP                                             | 2,8 años                                           |
| Total           | 31          | —       | Edad media de la flota (febrero de 2025): 8,9 años | Edad media de la flota (febrero de 2025): 8,9 años | Edad media de la flota (febrero de 2025): 8,9 años |

### Flota histórica
TEA Switzerland y easyJet Switzerland operaron en el pasado las siguientes aeronaves:
| Aeronaves       | Total | Introducido | Retirado | Matrículas |
| --------------- | ----- | ----------- | -------- | --- |
| Airbus A319-111 | 33    | 2003        | 2023     | HB-JYB, HB-JYC, HB-JYF, HB-JYG, HB-JYH, HB-JYI, HB-JYK, HB-JYL, HB-JYM, HB-JYA, HB-JZA, HB-JZB, HB-JZC, HB-JZD, HB-JZE, HB-JZF, HB-JZG, HB-JZH, HB-JZI, HB-JZJ, HB-JZK, HB-JZL, HB-JZM, HB-JZN, HB-JZO, HB-JZP, HB-JZQ, HB-JZS, HB-JZT, HB-JZU, HB-JZV y HB-JZW |
| Boeing 737-300  | 15    | 1991        | 2003     | OO-LTJ, OO-LTG, EI-BZT, HB-IIA, HB-IIB, HB-IIC, HB-IID, HB-IIE, HB-IIF, HB-IIG, HB-III, HB-IIJ, HB-IIK, HB-IIL y HB-IIT |
| Boeing 737-400  | 1     | 2003        | 2003     | EC-IHI |
| Boeing 737-700  | 1     | 1998        | 1999     | HB-IIH |